# Bakrania-Ragge-Syndrom
Das Bakrania-Ragge-Syndrom ist eine sehr seltene angeborene Erkrankung mit den Hauptmerkmalen Anophthalmie, Mikrophthalmie, Dystrophie der Retina und weitere Fehlbildungen und gehört zu den Syndromalen Mikrophthalmien.
Synonyme sind: MCOPS6; Mikrophthalmie, syndromale, Typ 6; englisch SOX2 anophthalmia syndrome
Die Bezeichnung bezieht sich auf die Erstautoren von Beschreibungen aus dem Jahre 2005 bzw. 2007 durch die britischen Ärzte Nicola K. Ragge und Preeti Bakrania.

## Verbreitung
Die Häufigkeit wird mit 1 zu 250.000 bzw. mit unter 1 zu 1.000.000 angegeben, die Vererbung erfolgt autosomal-dominant.
Bei 10–15 % der Patienten mit beidseitiger Anophthalmie liegt das Syndrom vor.

## Ursache
Der Erkrankung liegen Mutationen im BMP4-Gen im Chromosom 14 q22.2, welches bei der Entwicklung des Auges eine wesentliche Rolle spielt.

## Klinische Erscheinungen
Klinische Kriterien sind:
- Anophthalmie oder Mikrophthalmie
- Retinadystrophie und/oder Myopie
- teilweise auch Gehirnanomalien oder Polydaktylie